# Karnawał 2000
Karnawał 2000 – album polskiej piosenkarki Maryli Rodowicz, wydany w roku 1999 nakładem wydawnictwa muzycznego Universal Music Polska
Na płycie znajdują się głównie covery piosenek latynoskich z okresu lat 60-90 XX wieku.

## Lista Utworów
Opracowano na podstawie materiału źródłowego
1. "Już Czas"
2. "Bamboleo, Bambolea"
3. "Na Dworze Jest Mrok"
4. "Banda Na Mera"
5. "Desperando"
6. "Ludzkie Gadanie"
7. "Czadu Maryla!!!"
8. "Azja"
9. "Malaguena"
10. "Dziś prawdziwych Cyganów już nie ma"
11. "Kuplety Futbolowe"